# Giải bóng đá vô địch quốc gia Quần đảo Cook 2004
Giải bóng đá vô địch quốc gia Quần đảo Cook 2004 là mùa giải thứ 31 được ghi nhận của giải đấu bóng đá cao nhất ở Quần đảo Cook, với việc không rõ kết quả ở các mùa giải từ 1951 đến 1969, mùa giải 1986 và cả 1988–1990. Nikao Sokattak giành chức vô địch lần thứ 2 được ghi nhận. Tupapa Maraerenga là đội á quân, với Matavera về đích thứ ba sau chuỗi 7 trận bất bại cuối mùa giải.

## Bảng xếp hạng
Nikao Sokattak giành chức vô địch, giải đấu diễn ra theo hình thức vòng tròn hai lượt sân nhà và sân khách, although only a partial table is available.
| XH | Đội                | Tr | T | H | T | BT | BB | HS | Đ  |
| -- | ------------------ | -- | - | - | - | -- | -- | -- | -- |
| 1  | Nikao Sokattak (C) | 12 | 9 | 2 | 1 |    |    |    | 29 |
| 2  | Tupapa Maraerenga  | 12 | 9 | 1 | 2 |    |    |    | 28 |
| 3  | Matavera           |    |   |   |   |    |    |    |    |
| 4  | Avatiu             |    |   |   |   |    |    |    |    |
| 5  | Takuvaine          |    |   |   |   |    |    |    |    |
| 6  | Puaikura           |    |   |   |   |    |    |    |    |
| 7  | Titikaveka         |    |   |   |   |    |    |    |    |

Nguồn: 
Quy tắc xếp hạng: 1. Điểm; 2. Hiệu số bàn thắng; 3. Số bàn thắng.
(VĐ) = Vô địch; (XH) = Xuống hạng; (LH) = Lên hạng; (O) = Thắng trận Play-off; (A) = Lọt vào vòng sau. 
Chỉ được áp dụng khi mùa giải chưa kết thúc: 
(Q) = Lọt vào vòng đấu cụ thể của giải đấu đã nêu; (TQ) = Giành vé dự giải đấu, nhưng chưa tới vòng đấu đã nêu.

NB: Matavera được tường thuật là kết thúc mùa giải với 1 điểm nhiều hơn Avatiu nhưng các nguồn chỉ ra rằng đội bóng thật ra có 24 điểm, trên Avatiu khi đội bóng này chỉ 20 điểm

## Kết quả
Chỉ có kết quả một vài trận được biết đến:
| Nhà \ Khách[1]    | AVA | MAT | NIK | PUA  | TAK | TIT  | TUP |
| Avatiu            |     | 4–0 | 3–6 |      | 6–0 |      |     |
| Matavera          | 2–0 |     | 1–6 | 4–0  | 1–1 | 7–0  |     |
| Nikao Sokattak    | 2–2 |     |     | 8–0  | 3–2 |      |     |
| Puaikura          | 0–3 | 0–4 |     |      |     |      |     |
| Takuvaine         |     |     |     |      |     | 5–1  | 1–2 |
| Titikaveka        |     | 0–7 |     |      |     |      | 1–1 |
| Tupapa Maraerenga | 3–0 | 6–1 |     | 13–0 | 0–3 | 11–1 |     |

Cập nhật lần cuối: ngày 25 tháng 10 năm 2012.
Nguồn: 
1 ^ Đội chủ nhà được liệt kê ở cột bên tay trái.
Màu sắc: Xanh = Chủ nhà thắng; Vàng = Hòa; Đỏ = Đội khách thắng.